# Andrea Pellegrino
Andrea Pellegrino (* 23. März 1997 in Bisceglie) ist ein italienischer Tennisspieler.

## Karriere
Andrea Pellegrino war ein erfolgreicher Junior-Tennisspieler. Er erreichte im August 2015 mit Rang 27 dort seine beste Platzierung und stand in sieben der acht Junior-Grand-Slam-Turniere in den Jahren 2014 und 2015, kam bei keinem seiner Auftritte dort jedoch über das Achtelfinale hinaus.
2015 spielte er auch erstmals regelmäßiger Profiturniere zumeist auf der drittklassigen ITF Future Tour. Im italienischen Cordenons stand er zudem das erste Mal im Hauptfeld eines Challengers. Im Doppel errang er im Oktober 2015 seinen ersten Future-Titel. Bis dato kamen dort vier weitere im Einzel und drei weitere im Doppel hinzu, die alle auf Sand gespielt wurden. Bei Challengers schaffte Pellegrino im Mai 2016 in Rom erstmals den Sprung ins Einzel-Viertelfinale, nachdem er u. a. den Setzlistendritte Horacio Zeballos besiegen konnte. Sein erstes vollständiges Profijahr schloss er in Einzel und Doppel jeweils in den Top 500 der Tennisweltrangliste ab. 2017 verlief noch etwas besser. Mit zwei Viertelfinals bei Challengers und zwei Future-Titeln stand er im Einzel am Jahresende auf Platz 354, im Doppel auf 336.
Im Jahr 2018 spielte der Italiener hauptsächlich Challengers oder deren Qualifikation und schaffte drei Viertelfinals zu erreichen, doch verlor bis Ende des Jahres, nachdem er im April mit Platz 315 noch auf seinem Karrierehoch stand, etwa 100 Plätze in der Rangliste im Vergleich zum Vorjahr. Im Doppel hatte er mehr Erfolg. Ihm gelang in Caltanissetta und L’Aquila der Triumph bei zwei Challengers. Im September war er mit Platz 173 so hoch wie noch nie notiert und schloss das Jahr auf Platz 202 ab.

## Erfolge
| Legende (Anzahl der Siege)  |
| Grand Slam                  |
| ATP World Tour Finals       |
| ATP World Tour Masters 1000 |
| ATP World Tour 500          |
| ATP World Tour 250 (1)      |
| ATP Challenger Tour (11)    |

| ATP-Titel nach Belag |
| Hartplatz (0)        |
| Sand (1)             |
| Rasen (0)            |

### Einzel

#### Turniersiege
| Nr. | Datum              | Turnier         | Belag | Finalgegner      | Ergebnis       |
| --- | ------------------ | --------------- | ----- | ---------------- | -------------- |
| 1.  | 25. April 2021     | Rom             | Sand  | Hugo Gaston      | 3:6, 6:2, 6:1  |
| 2.  | 29. Mai 2022       | Vicenza         | Sand  | Andrea Collarini | 6:1, 6:4       |
| 3.  | 25. September 2023 | Bad Waltersdorf | Sand  | Dennis Novak     | 1:6, 7:65, 6:3 |
| 4.  | 15. Juni 2025      | Perugia         | Sand  | Nerman Fatić     | 6:2, 6:4       |

### Doppel

#### Turniersiege

##### ATP World Tour
| Nr. | Datum        | Turnier           | Belag | Partner          | Finalgegner                     | Ergebnis          |
| --- | ------------ | ----------------- | ----- | ---------------- | ------------------------------- | ----------------- |
| 1.  | 4. März 2023 | Santiago de Chile | Sand  | Andrea Vavassori | Thiago Seyboth Wild Matías Soto | 6:4, 3:6, [12:10] |

##### ATP Challenger Tour
| Nr. | Datum             | Turnier       | Belag     | Partner                | Finalgegner                      | Ergebnis           |
| --- | ----------------- | ------------- | --------- | ---------------------- | -------------------------------- | ------------------ |
| 1.  | 17. Juni 2018     | Caltanissetta | Sand      | Federico Gaio          | Blaž Rola Jiří Veselý            | 7:64, 7:65         |
| 2.  | 24. Juni 2018     | L’Aquila      | Sand      | Filippo Baldi          | Pedro Martínez Mark Vervoort     | 4:6, 6:3, [10:5]   |
| 3.  | 9. Februar 2019   | Chennai       | Hartplatz | Gianluca Mager         | Matt Reid Luke Saville           | 6:4, 7:67          |
| 4.  | 22. Juni 2019     | Parma         | Sand      | Laurynas Grigelis      | Ariel Behar Gonzalo Escobar      | 1:6, 6:3, [10:7]   |
| 5.  | 11. Januar 2020   | Nouméa        | Hartplatz | Mario Vilella Martínez | Luca Margaroli Andrea Vavassori  | 7:61, 3:6, [12:10] |
| 6.  | 29. Juli 2023     | Verona        | Sand      | Federico Gaio          | Daniel Dutra da Silva Nick Hardt | 7:66, 6:2          |
| 7.  | 25. November 2023 | Valencia      | Sand      | Andrea Vavassori       | Daniel Rincón Oriol Roca Batalla | 6:2, 6:4           |